# Поцелуй Иуды (фильм, 2011)
«Поцелуй Иуды» (англ. Judas Kiss) — американский драматический фильм 2011 года режиссёра Х. Т. Тепнапы. Главные роли исполнили Чарли Дэвид, Ричард Хармон, Брент Корриган и Тимо Декамп.

## Сюжет
Закари Уэллс — молодой режиссёр, карьера которого в последнее время не слишком ладится. Причуда во времени и пространстве даёт ему шанс изменить свою судьбу.

## В ролях
- Чарли Дэвид — Закари «Зак» Уэллс
- Ричард Хармон — Дэниэл «Дэнни» Рейес младший
- Брент Корриган — Крис Вачовски
- Тимо Декамп — Шейн Лайонс
- Джулия Моризава — Эбби Пак
- Рон Бойд — Ральф Гарлингтон
- Трой Фишналлер — Тофер Шадо
- Саманта Ранд — Ребекка Линн
- Рони Коллинз — Кимберли Рейес
- Лаура Кенни — миссис Блоссом
- Дэйл Бауэрс — старик
- Винс Валенсуэла — Даниэль Рейес старший.
- Мэтт Смит — Джуд
- Тим Футч — Томми
- Джулиан Лебланк — Нейт
- Женевьев Бюхнер — Саманта

## Съёмки
Кампус Вашингтонского университета был использован в качестве университета Keystone Summit.

## Награды
| Год                                       | Категория                             | Номинант       | Результат |
| ----------------------------------------- | ------------------------------------- | -------------- | --------- |
| TLA Gaybie Awards                         |                                       |                |           |
| 2011                                      | Лучшая драма                          | «Поцелуй Иуды» | Победа    |
| 2011                                      | Лучшая ведущая роль                   | Чарли Дэвид    | Победа    |
| 2011                                      | Лучший актёр второго плана            | Брент Корриган | Победа    |
| Q Cinema Festival                         |                                       |                |           |
| 2011                                      | Лучший дебют                          | «Поцелуй Иуды» | Победа    |
| Международный кинофестиваль в Род-Айленде |                                       |                |           |
| 2011                                      | First Place in the Alternative Spirit | «Поцелуй Иуды» | Победа    |
| 2011                                      | Youth Jury Honorable Mention          | «Поцелуй Иуды» | Победа    |
| Long Beach QFilms Festival                |                                       |                |           |
| 2011                                      | Лучший сценарий будущего фильма       | «Поцелуй Иуды» | Победа    |
| San Diego FilmOut Festival                |                                       |                |           |
| 2011                                      | Лучший сценарий                       | «Поцелуй Иуды» | Победа    |